# Raymond Marcellin
Raymond Marcellin (Sézanne, Marne, 1914 – París, 2004) fou un polític i advocat francès. Mobilitzat el 1939, fou fet presoner pels alemanys el 1940 i després de la rendició treballà per a la França de Vichy a l'Institut d'Estudis Corporatius i Socials, alhora que treballà per a la xarxa Alliance de la Resistència francesa. Fou advocat a la cort d'apel·lació francesa a París el 1945, sotssecretari d'interior el 1948-1949 i de diverses sotsecretaries i secretaries d'estat fins a 1953 i membre del Centre Nacional d'Independents i Camperols (CNIP).
Fou alcalde de Gwened de 1965 a 1977, diputat per Morbihan de 1946 a 1974, senador de 1974 a 1981, i novament diputat de 1981 a 1997. Fou president del Consell General de Morbihan de 1964 a 1998 i president del Consell Regional de Bretanya de 1978 a 1986 a les files de la Unió per a la Democràcia Francesa.
Després dels fets del maig de 1968 fou nomenat ministre d'interior, càrrec que ocupà fins al 1974. El seu mandat es caracteritzà perquè va fer dissoldre nombroses organitzacions d'extrema dreta (Ordre Nouveau) i d'extrema esquerra (Ligue Communiste) i perquè el 1973 fou acusat d'haver posat micròfons a la seu del diari Le Canard Enchaîné.